# Venezillo mexicanus
Venezillo mexicanus là một loài chân đều trong họ Armadillidae. Loài này được Verhoeff miêu tả khoa học năm 1933.